# Kirsten Wild
Kirsten Wild, née le 15 octobre 1982 à Almelo, est une coureuse cycliste néerlandaise, active entre 2004 et 2021. Sur piste, elle compte 17 médailles dans les disciplines d'endurance aux mondiaux, dont neuf en or, avec trois titres en course scratch (2015, 2018 et 2020), deux sur l'omnium (2018 et 2019), un en course aux points (2018) et trois sur l'américaine (2019, 2020 et 2021). Elle est aussi huit fois championne d'Europe sur piste. Sur route, elle s'illustre en sprint et a notamment remporté le Tour de Nuremberg en 2009 et l'Open de Suède Vårgårda en 2010.

## Biographie
Elle rejoint en 2015 l'équipe Hitec Products dans l'objectif de participer aux épreuves sur piste lors des Jeux olympiques de Rio.
En avril 2015, elle s'impose au sprint sur la troisième étape de l'Energiewacht Tour, puis pour la troisième fois consécutive au Ronde van Gelderland  et enfin au circuit de Borsele.
En 2016, elle gagne les quatrième et cinquième étapes de l'Energiewacht Tour dans des sprints massifs. Elle est leader de la formation néerlandaise aux championnats du monde sur route. La course se conclut par un sprint. La formation néerlandaise forme un train pour la lancer, Marianne Vos en est le poisson pilote. Malgré cette préparation, Kirsten Wild se fait remonter dans les derniers mètres par Amalie Dideriksen qui s'était placée dans sa roue. Elle est donc deuxième.

### 2018
Aux Championnats du monde de cyclisme sur piste 2018 à Apeldoorn, elle remporte à la fois la course au scratch, la course aux points et surtout l'omnium, titre qu'elle convoitait déjà depuis plusieurs années.
Sur la première étape du Tour de Yorkshire, Kirsten Wild gère la dernière longue ligne droite pour s'adjuger un nouveau bouquet. Elle gagne finalement le classement par points,. Elle gagne la première étape du Tour d'Italie au sprint,. 
À la fin du mois, Kirsten Wild remporte au sprint la RideLondon-Classique pour la deuxième fois après avoir remontée Marianne Vos. Début août, de nombreuses membres de l'équipe participent aux championnats d'Europe de cyclisme sur piste à Glasgow. Kirsten Wild remporte le titre en scratch et en omnium. Sur la course en ligne, Wiggle High5 contrôle une course mouvementée. La course se conclut au sprint. Alors que Kirsten Wild semble en position idéale, Marianne Vos décide de lancer son sprint de loin avant le dernier virage. Elle le passe en pleine vitesse et prend quelques longueurs d'avance qui lui permettent de s'imposer. Kirsten Wild est deuxième.

### 2019
En janvier, Kirsten Wild conserve ses titres de championne du monde sur piste en omnium et en course à l'américaine. En mars, aux Trois Jours de La Panne, au sprint, Lisa Brennauer remonte Kirsten Wild, quelque peu mal placée à quelques kilomètres de l'arrivée. Amalie Dideriksen lance le sprint de loin, mais Kirsten Wild parvient à remonter tout le monde et à s'imposer,. À Gand-Wevelgem, elle récidive au sprint en gagnant largement,. Elle gagne également une étape de l'Healthy Ageing Tour. 
À la RideLondon-Classique, la course se conclut au sprint. Lisa Brennauer mène le dernier kilomètre pour Kirsten Wild à gauche de la route. Lorena Wiebes ouvre tôt le sprint à droite. Elle est suivie par Letizia Paternoster et Elisa Balsamo. À gauche, Kirsten Wild se voit enfermée et fait un écart à gauche pour lancer son sprint. Elle entraîne par là-même la roue avant de Chloe Hosking qui chute lourdement entraînant plusieurs dizaines de coureuses à terre. Kirsten Wild passe la ligne la première pour quelques centimètres devant Wiebes, elle est cependant déclassée pour son écart,. Au Boels Ladies Tour, sur la première et deuxième étape, Kirsten Wild est deuxième du sprint derrière Lorena Wiebes,.

### 2021: dernière saison
Sélectionnée pour les Jeux olympiques d'été de Tokyo, elle se classe quatrième de la course à l'américaine avec Amy Pieters, après avoir notamment chuté pendant l'épreuve. Lors de l'omnium, elle termine troisième et décroche sa première et seule médaille d'olympique grâce au tout dernier sprint de la course aux points. À 38 ans, elle arrête sa carrière à l'issue du Simac Ladies Tour, une course de l'UCI World Tour féminin organisée du 24 au 29 août. Cependant, lors de celle-ci, toute l'équipe Ceratizit-WNT, dont Kirsten Wild fait partie, doit se retirer de la course à deux jours de la fin en raison d'un cas positif de Covid-19 dans l'équipe.
En fin d'année, elle participe aux championnats du monde sur piste à Roubaix et à la nouvelle Ligue des champions sur piste. Lors de ces derniers mondiaux, elle décroche pour la troisième fois consécutive avec Amy Pieters l'or sur l'américaine, ainsi qu'une médaille de bronze sur la course aux points. Le 4 décembre 2021, elle arrête sa carrière à l'issue de la dernière manche de la Ligue des champions à Londres.

## Palmarès sur route

### Par années
| - 2004 - 2e de la Novilon Euregio Cup - 2005 - 3e du Ronde van Gelderland - 2006 - Omloop Door Middag-Humsterland - Ster Zeeuwsche Eilanden : - Classement général - 2e et 3e étapes - 2e du championnat des Pays-Bas du contre-la-montre - 3e de la Novilon Euregio Cup - 3e du Rotterdam Tour - 3e de L'Heure d'Or - 9e de la course en ligne de l'Open de Suède Vårgårda - 10e du Tour de Nuremberg - 2007 - Tour de Pologne féminin : - Classement général - 2e, 3e et 4e étapes - 3e étape du Holland Ladies Tour - 2e du Ster Zeeuwsche Eilanden - 2e du Kasseien Omloop Exloo - 5e du Tour de Nuremberg - 2008 - Circuit Het Volk féminin - Therme Kasseienomloop - 1re étape du Ster Zeeuwsche Eilanden (contre-la-montre) - Circuit de Borsele - 2e du championnat des Pays-Bas du contre-la-montre - 2e du Ster Zeeuwsche Eilanden - 2e du Grand Prix international de Dottignies - 3e du Tour des Flandres - 3e de la Novilon Euregio Cup - 3e du Tour de Nuremberg - 6e du contre-la-montre par équipes de l'Open de Suède Vårgårda - 7e de la Coupe du monde de cyclisme sur route féminine - 8e de l'Univé Tour de Drenthe - 2009 - Tour du Qatar féminin - Circuit de Borsele - GP Stad Roeselare - Tour du Grand Montréal : - Classement général - 1re, 2e et 4e étapes - Prologue et 9e étape du Tour d'Italie féminin - 1re, 3e et 4e étapes du Holland Ladies Tour - Tour de Nuremberg - Contre-la-montre par équipes de l'Open de Suède Vårgårda - 2e du Tour des Flandres féminin - 2e de la Course en ligne de l'Open de Suède Vårgårda - 2e du Holland Ladies Tour - 2e du championnat des Pays-Bas du contre-la-montre - 3e de la Coupe du monde de cyclisme sur route féminine - 3e du Drentse 8 van Dwingeloo - 5e du Trofeo Alfredo Binda-Comune di Cittiglio - 10e du Univé Tour de Drenthe - 2010 - Tour du Qatar : - Classement général - 3e étape - Grand Prix international de Dottignies - Ronde van Gelderland - Circuit de Borsele - Grand Prix de Roulers - 2e étape du Tour of Chongming Island - Ster Zeeuwsche Eilanden : - Classement général - 1re (contre-la-montre) et 2e étapes - Contre-la-montre par équipes de l'Open de Suède Vårgårda - Course en ligne de l'Open de Suède Vårgårda - 4e et 5e étapes du Holland Ladies Tour - 4e étape du Tour de Toscane féminin-Mémorial Michela Fanini (contre-la-montre) - 2e du Tour of Chongming Island - 2e du Tour of Chongming Island World Cup - 2e du Kasseien Omloop Exloo - 2e du Holland Ladies Tour - 3e de la Coupe du monde de cyclisme sur route féminine - 3e du championnat des Pays-Bas du contre-la-montre - 3e du Tour des Flandres féminin - 3e du Novilon Eurocup Ronde van Drenthe - 2011 - Circuit de Borsele - 2e du Ronde van Gelderland - 2e de l'Univé Tour de Drenthe - 2e du Rabo Ster Zeeuwsche Eilanden - 2e du Contre-la-montre par équipes de l'Open de Suède Vårgårda - 3e du 7-Dorpenomloop van Aalburg - 3e du Profile Ladies Tour - 6e de la Course en ligne de l'Open de Suède Vårgårda - 8e de la Coupe du monde - 2012 - 1re étape et 3e étape du Tour du Qatar - 4ea étape de l'Energiewacht Tour - RaboSter Zeeuwsche Eilanden : - Classement général - 3e étape - 2e étape du Tour de Feminin - O cenu Ceskeho Svycarska - 1re et 2e étapes du Lotto-Decca Tour - 3e étape du BrainWash Ladies Tour - 2e du Tour de Drenthe - Médaillée de bronze au championnat du monde du contre-la-montre par équipes - 3e du Tour du Qatar - 4e du Tour des Flandres - 4e du Contre-la-montre par équipes de l'Open de Suède Vårgårda - 8e de la Coupe du monde | - 2013 - Tour du Qatar : - Classement général - 2e, 3e et 4e étapes - 1re, 2e, 3eb et 4e étapes de l'Energiewacht Tour - Ronde van Gelderland - 1re étape du Tour d'Italie - 2e et 3e étapes du Lotto Belisol Belgium Tour - 1re et 3e étapes du Boels Ladies Tour - 3e de l'Energiewacht Tour - 3e du Tour de Bochum - 5e du Tour de Drenthe - 10e du Tour des Flandres - 2014 - Tour du Qatar : - Classement général - 1re, 3e et 4e étapes - Novilon Euregio Cup - 1re et 2e étapes de l'Energiewacht Tour - Ronde van Gelderland - Tour de l'île de Chongming : - Classement général - 1re et 2e étapes - Tour of Chongming Island World Cup - 4e et 6e étapes de la Route de France - 2e du Circuit de Borsele - 2e du Tour d'Overijssel - 2e de La course by Le Tour de France - 5e de la course en ligne de l'Open de Suède Vårgårda - 6e du Tour de Drenthe - 7e du contre-la-montre par équipes de l'Open de Suède Vårgårda - 9e du Tour de Bochum - 2015 - Novilon Eurocup - Ronde van Gelderland - Circuit de Borsele - 3e étape de l'Energiewacht Tour - Tour de l'île de Chongming : - Classement général - 1re et 2e étapes - Grand Prix cycliste de Gatineau - Omloop van de IJsseldelta - 4e étape du Tour de Bretagne féminin - 2e du Tour of Chongming Island World Cup - 3e de La Madrid Challenge by La Vuelta - 2016 - 1re étape du Tour du Qatar - 4e étape secteur a et 5e étape de l'Energiewacht Tour - Tour du Yorkshire - 4e étape du Tour de Californie - RideLondon-Classique - Médaillée d'argent de la course en ligne aux championnats du monde - 2017 - 2e et 4e étapes du Santos Women's Tour - 1re étape du Tour de l'île de Chongming : - 2e étape du Boels Ladies Tour - 2e du Tour de l'île de Chongming - 3e du Santos Women's Tour - 5e de la RideLondon-Classique - 7e du championnat d'Europe sur route - 10e de la Course en ligne de l'Open de Suède Vårgårda - 2018 - RideLondon-Classique - 3e étape, secteur a du Healthy Ageing Tour - 3e étape du Tour de l'île de Chongming - 1re étape du Tour de Yorkshire - 2e étape du Tour d'Italie - 2e de la Course en ligne de l'Open de Suède Vårgårda - 5e du contre-la-montre par équipes de l'Open de Suède Vårgårda - 7e du Tour de l'île de Chongming 2018 - 7e du contre-la-montre par équipes du Tour de Norvège - 2019 - Trois Jours de La Panne - Gand-Wevelgem - 3e et 5e étapes du Healthy Ageing Tour - 1re et 2e étapes du Tour de Bretagne - 2e du Tour de Bretagne - 3e du Healthy Ageing Tour - 6e du championnat d'Europe sur route - 8e du Tour de Drenthe |

### Manches de Coupe du monde
Légende: pdc indique que la course n'a pas eu lieu ou ne faisait alors pas partie de la coupe du monde. Un "-" indique une non participation ou que Kirsten Wild était au-delà de la dernière place classée.
| Année | Trofeo Alfredo Binda-Comune di Cittiglio | Ronde van Drenthe | Tour des Flandres | Tour de l'île de Chongming | Open de Suède Vårgårda TTT | Open de Suède Vårgårda | Lowland International Rotterdam Tour | Tour de Nuremberg | Tour de Bochum |
| ----- | ---------------------------------------- | ----------------- | ----------------- | -------------------------- | -------------------------- | ---------------------- | ------------------------------------ | ----------------- | -------------- |
| 2006  | pdc                                      | pdc               | 54e               | pdc                        | pdc                        | 9e                     | 3e                                   | 10e               | pdc            |
| 2007  | pdc                                      | 12e               | 51e               | pdc                        | pdc                        | 23e                    | pdc                                  | 5e                | pdc            |
| 2008  | 26e                                      | 8e                | 3e                | pdc                        | 6e                         | 15e                    | pdc                                  | 3e                | pdc            |
| 2009  | 5e                                       | 10e               | 2e                | pdc                        | Vainqueur                  | Vainqueur              | pdc                                  | Vainqueur         | pdc            |
| 2010  | 28e                                      | 14e               | 3e                | 2e                         | Vainqueur                  | pdc                    | pdc                                  | pdc               | pdc            |
| 2011  | -                                        | 2e                | 17e               | -                          | 2e                         | 6e                     | pdc                                  | pdc               | pdc            |
| 2012  | -                                        | 2e                | 4e                | -                          | 4e                         | 13e                    | pdc                                  | pdc               | pdc            |
| 2013  | -                                        | 5e                | 10e               | -                          | -                          | 11e                    | pdc                                  | pdc               | pdc            |
| 2014  | -                                        | 6e                | 13e               | Vainqueur                  | 7e                         | 5e                     | pdc                                  | pdc               | 9e             |

### Classements mondiaux
| Année                                 | 2004 | 2005 | 2006 | 2007 | 2008 | 2009 | 2010 | 2011 | 2012 | 2013 | 2014 | 2015 | 2016 | 2017 | 2018 | 2019 | 2020 | 2021 |
| ------------------------------------- | ---- | ---- | ---- | ---- | ---- | ---- | ---- | ---- | ---- | ---- | ---- | ---- | ---- | ---- | ---- | ---- | ---- | ---- |
| Classement UCI                        | 61e  | 92e  | 27e  | 24e  | 11e  | 2e   | 3e   | 10e  | 13e  | 8e   | 4e   | 9e   | 28e  | 26e  | 23e  | 24e  | 761e | 154e |
| Coupe du monde                        | 64e  | nc   | 16e  | 19e  | 7e   | 3e   | 3e   | 8e   | 8e   | 13e  | 5e   | 19e  |      |      |      |      |      |      |
| UCI World Tour                        |      |      |      |      |      |      |      |      |      |      |      |      | 31e  | 15e  | 13e  | 19e  | 175e | 71e  |
|                                       |      |      |      |      |      |      |      |      |      |      |      |      |      |      |      |      |      |      |
| Légende : nc = non classéSource : UCI |      |      |      |      |      |      |      |      |      |      |      |      |      |      |      |      |      |      |

### Résultats sur les grands tours

#### Tour d'Italie
9 participations :
- 2008 : 45e
- 2008 : 67e
- 2009 : 61e, vainqueure du prologue et de la 9e étape
- 2010 : 69e
- 2013 : 69e, vainqueure de la 1re étape
- 2017 : 103e
- 2018 : 113e, vainqueure de la 2e étape
- 2019 : 98e
- 2020 : 83e

## Palmarès sur piste

### Jeux olympiques
- Londres 2012
  - 6e de la poursuite par équipes
  - 6e de l'omnium
- Rio de Janeiro 2016
  - 6e de l'omnium
- Tokyo 2020
  -  Médaillée de bronze de l'omnium
  - 4e de la course à l'américaine

### Championnats du monde
| Édition / Épreuve              | Poursuite par équipes | Course aux points | Course à l'américaine | Scratch | Omnium |
| Apeldoorn 2011                 | 5e                    |                   |                       |         | Bronze |
| Minsk 2013                     |                       | 5e                |                       | 5e      |        |
| Saint-Quentin-en-Yvelines 2015 |                       | 7e                |                       | Or      | Bronze |
| Londres 2016                   |                       |                   |                       | Argent  | 7e     |
| Hong Kong 2017                 |                       | Bronze            |                       | 5e      | Argent |
| Apeldoorn 2018                 |                       | Or                | Argent                | Or      | Or     |
| Pruszków 2019                  |                       | Bronze            | Or                    | Argent  | Or     |
| Berlin 2020                    |                       | 6e                | Or                    | Or      | 7e     |
| Roubaix 2021                   |                       | Bronze            | Or                    |         |        |

### Coupe du monde
- 2010-2011
  - 2e de l'omnium à Pékin
  - 2e de l'omnium à Manchester
- 2011-2012
  - 1re de la poursuite par équipes à Astana (avec Amy Pieters et Eleonora van Dijk)
- 2014-2015
  - Classement général de l'omnium
    - 1re de l'omnium à Cali
    - 3e de l'omnium à Londres
- 2015-2016
  - Classement général de l'omnium
- 2016-2017 
  - 1re de l'omnium à Apeldoorn
- 2017-2018
  - 1re de la course aux points à Minsk
  - 1re de l'omnium à Pruszków
  - 1re de l'omnium à Minsk
  - 2e de l'américaine à Minsk
- 2018-2019
  - Classement général de l'omnium
  - 1re de l'omnium à Saint-Quentin-en-Yvelines
  - 1re de l'omnium à Londres
  - 1re de l'omnium à Hong Kong
  - 1re de l'américaine à Hong Kong (avec Amy Pieters)
- 2019-2020
  - 1re du scratch à Minsk
  - 1re de l'omnium à Glasgow
  - 1re de l'américaine à Minsk (avec Amy Pieters)
  - 3e de l'américaine à Glasgow

### Ligue des champions
- 2021
  - 1re du scratch à Londres (I)
  - 2e de l'élimination à Palma
  - 2e de l'élimination à Londres (I)
  - 2e de l'élimination à Londres (II)

### Championnats d'Europe
| Édition / Épreuve              | Course aux points | Course à l'américaine | Scratch | Omnium | Course à l'élimination |
| Apeldoorn 2011                 |                   |                       |         | Bronze |                        |
| Apeldoorn 2013                 | Or                |                       |         | Argent |                        |
| Granges 2015                   |                   |                       | Argent  |        |                        |
| Saint-Quentin-en-Yvelines 2016 | Or                | Bronze                | Bronze  | Argent | Or                     |
| Berlin 2017                    |                   | Bronze                |         | Argent | Or                     |
| Glasgow 2018                   | 4e                | Bronze                | Or      | Or     |                        |
| Apeldoorn 2019                 |                   | Bronze                | 7e      | Or     | Or                     |

### Jeux européens
| Édition / Épreuve | Course aux points | Course à l'américaine | Scratch | Omnium |
| Minsk 2019        | 5e                | Argent                | Or      | Or     |

### Championnats nationaux
| - 2008 - Championne des Pays-Bas du scratch - 2009 - Championne des Pays-Bas de poursuite - Championne des Pays-Bas de l'américaine (avec Vera Koedooder) - 2010 - Championne des Pays-Bas de course aux points - 2011 - Championne des Pays-Bas de course aux points - Championne des Pays-Bas du scratch - Championne des Pays-Bas de l'américaine (avec Ellen van Dijk) - 2012 - Championne des Pays-Bas de poursuite - Championne des Pays-Bas du scratch - Championne des Pays-Bas de l'omnium - 2013 - Championne des Pays-Bas de poursuite - Championne des Pays-Bas de course aux points - Championne des Pays-Bas du scratch - Championne des Pays-Bas de l'omnium - 2014 - Championne des Pays-Bas de poursuite - Championne des Pays-Bas de course aux points - Championne des Pays-Bas de l'omnium | - 2015 - Championne des Pays-Bas de poursuite - Championne des Pays-Bas de l'américaine (avec Nina Kessler) - 2016 - Championne des Pays-Bas de poursuite - Championne des Pays-Bas de l'américaine (avec Nina Kessler) - Championne des Pays-Bas du scratch - Championne des Pays-Bas de course aux points - 2017 - Championne des Pays-Bas de l'américaine (avec Nina Kessler) - Championne des Pays-Bas du scratch - Championne des Pays-Bas de l'omnium - 2018 - Championne des Pays-Bas de l'américaine (avec Amy Pieters) - Championne des Pays-Bas de course aux points - 2019 - Championne des Pays-Bas de l'américaine (avec Amy Pieters) - Championne des Pays-Bas du scratch - Championne des Pays-Bas de l'omnium |